# Nom de Mozart
Le compositeur Wolfgang Amadeus Mozart utilisa plusieurs noms différents au cours de sa vie. Ce fut le résultat en partie des traditions ecclésiastiques de l'époque, et en partie du fait que Mozart était polyglotte et adaptait sans difficulté son nom à d'autres langues.

## Acte de baptême
Mozart a été baptisé le 28 janvier 1756, le lendemain de sa naissance, à la cathédrale Saint-Rupert de Salzbourg sous le nom "Joannes Chrysostomus Wolfgangus Theophilus Mozart". Le registre des baptêmes de la paroisse contient l'enregistrement ci-dessous, écrit en latin par Leopold Lamprecht, le chapelain de la ville. Les cinq colonnes du document original, qu'on voit sur la figure, sont représentées dans la transcription ci-dessous par cinq paragraphes. Les parties entre crochets ont été ajoutées par Otto Erich Deutsch (voir ci-dessous) pour la clarification.
[Januarius] 28. med[ia hora] 11. merid[iana] baptizatus est : natus pridie h[ora] 8. vesp[ertina]

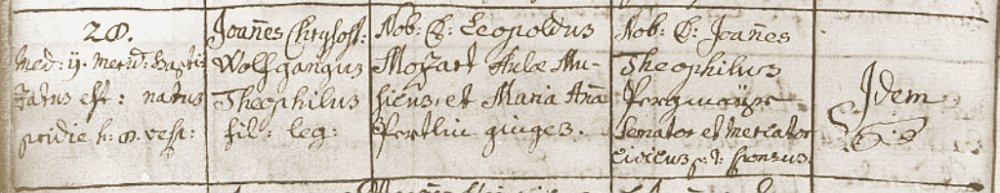
Acte de baptême de Mozart

Joannes Chrysost[omus] Wolfgangus Theophilus fil[ius] leg[itimus]

Nob[ilis] D[ominus] Leopoldus Mozart Aulæ Musicus, et Maria Anna Pertlin giuges

Nob[ilis] D[ominus] Joannes Theophilus Pergmaÿr Senator et Mercator civicus p[ro] t[empore] sponsus

Idem [= Leopoldus Lamprecht Capellanus Civicus]
Leopold, le père de Mozart, annonça la naissance de son fils dans une lettre à l'éditeur Johann Jakob Lotter contenant ces mots : "... le garçon s'appelle Joannes Chrisostomus, Wolfgang, Gottlieb" ("der Bub heißt Joannes Chrisostomus, Wolfgang, Gottlieb" en allemand). Les noms de baptême "Joannes" et "Chrysostomus" ont aussi des équivalents allemands : "Johann" et "Chrysostomos" (ou plus rarement "Chrysostom"). Le célèbre dictionnaire Grove Dictionary of Music and Musicians emploie ces versions dans le titre de son article sur Mozart, avec les prénoms peu usités entre parenthèses : "(Johann Chrysostom) Wolfgang Amadeus Mozart".
Voici le détail des noms sur l'acte de baptême :
- Les deux premiers noms de baptême de Mozart, "Joannes Chrysostomus", représentent le nom de son saint patron, selon la coutume de l'Église catholique. Ils viennent du fait que son anniversaire, le 27 janvier, était la fête de Saint Jean Chrysostome. Le document prend aussi acte de la naissance légitime de Mozart et donne le nom de ses parents et l'emploi de musicien de cour de Leopold. Le premier paragraphe indique que le baptême s'est produit à 10 heures 30 du matin, et que Mozart était né la veille à 8 heures du soir. Le nom de baptême "Joannes Chrysostomus" était conforme à la coutume catholique et Mozart ne l'utilisait pas dans sa vie quotidienne. "Chrysostomus" signifie "bouche d'or".
- "Wolfgangus" est "Wolfgang" adapté à la langue latine utilisée dans le registre de paroisse. Le compositeur utilisait "Wolfgang" dans des contextes de langue allemande. "Wolfgang", qui signifie "chemin du loup", était le nom du grand-père maternel du compositeur.
- "Theophilus (en)" vient du grec et est traduit par "celui qui aime Dieu" ou "aimé de Dieu". "Gottlieb" est sa forme allemande, et la forme bien connue "Amadeus" est latine. "Theophilus" était l'un des noms du parrain de Mozart, le marchand Joannes Theophilus Pergmayr, dont la présence est notée dans le quatrième paragraphe.

## Vie ultérieure
Le musicologue autrichien Otto Erich Deutsch, qui a étudié toutes les lettres et documents disponibles sur le compositeur, est arrivé à la conclusion suivante sur les noms que se donnait le compositeur : "En Italie, à partir de 1770, Mozart se donnait le nom 'Wolfgango Amadeo', et depuis 1777 environ, 'Wolfgang Amadè'."
L'usage de versions différentes du même nom dans différentes langues était peut-être répandu à l'époque de Mozart. Joseph Haydn utilisait "Joseph" (allemand, anglais et français), "Josephus" (latin) et "Giuseppe" (italien); et Ludwig van Beethoven publiait ses œuvres en tant que "Luigi" (italien) et "Louis" (français).
La préférence de Mozart pour "Wolfgang Amadè" peut se voir sur le contrat de son mariage à Constanze Weber, datant du 3 août 1782, où sa signature est "Wolfgang Amade Mozart". Dans l'enregistrement du mariage dans le registre de la paroisse, datant du 4 août, Mozart est appelé "Herr Wolfgang Adam Mozart".
Mozart variait l'accent sur la dernière lettre dans "Amadè".  Robert Spaethling, qui a traduit un grand nombre des lettres du compositeur, écrit, "[Mozart] est particulièrement nonchalant dans son utilisation des accents italiens et français : quelquefois il écrit 'chèr papa', en d'autres occasions 'chér papa', et même son propre nom peut apparaître comme 'Amadé', 'Amadè', ou simplement 'Amade'." Comme on peut le voir sur une recherche Internet, l'usage moderne varie aussi entre ces trois alternatives.
La préférence de Mozart pour "Amadè" n'était pas respectée par les autres en général. On l'appelait fréquemment "Wolfgang Amadeus" ou "Wolfgang Gottlieb". Voici des exemples :
- Le jour de la mort de Mozart, son nom fut inscrit dans les registres nécrologiques du Magistrat de Vienne sous la forme "Wolfgang Amadeus". C'est la première source posthume à utiliser la version latine de son nom.
- Dans une lettre datant du 11 décembre 1791, la veuve de Mozart, Constanze, dans de graves difficultés financières, demanda une pension de l'Empereur (la requête fut finalement acceptée). Elle signa "Konstantia Mozart, née Weber, veuve de feu Wolfgang Amadeus Mozart." Les fonctionnaires impériaux utilisèrent le même nom en répondant à sa demande.
- Un concert de bienfaisance pour la famille de Mozart s'est tenu à Prague le 28 décembre 1791, annoncé comme "Concert à la mémoire de Wolfgang Gottlieb Mozart".

## La montée en popularité d'"Amadeus"
Il est possible que le nom "Amadeus", maintenant communément utilisé, ait trouvé son origine dans un nom de plaisanterie. Mozart signa trois de ses lettres "Wolfgangus Amadeus Mozartus" en latin de cuisine,,, ; c'était certainement délibéré, car, dans une de ces lettres, il fit la même transformation, ajouter "-us" à la fin de chaque mot, à la date.
L'unique mention de "Wolfgang Amadeus" dans un document officiel écrit pendant sa vie a été trouvé en 1998 par le musicologue Michael Lorenz dans les registres du gouvernat de Basse-Autriche, où il est écrit qu'en mai 1787 "Mozart Wolfgang Amadeus" a fait une demande pour le renvoi de son cautionnement écrit pour son ami Franz Jakob Freystädtler (de). D'autres utilisations, posthumes, d'"Amadeus" sont données ci-dessus.
Lors du XIXe siècle, le nom "Amadeus" vainquit progressivement les autres deuxièmes prénoms possibles. Les premiers biographes de Mozart (du XVIIIe siècle), comme Friedrich Schlichtegroll et Franz Niemetschek, écrivaient "Gottlieb". En revanche, en 1798 la maison de publication Breitkopf & Härtel commença à publier une édition (partielle) d'Œuvres complètes sous le nom "Amadeus". La prédominance d'"Amadeus" commença vers 1810 ; le Romantisme, notamment dans la personne d' E. T. A. Hoffmann, "se saisit de ce nom pour proclamer sa vénération pour Mozart". Bien que divers chercheurs aient utilisé "Amadè" ou "Gottlieb" depuis, "Amadeus" reste de loin le terme le plus connu pour le grand public.

## Noms de plaisanterie
Dans ses lettres de jeunesse, souvent enjouées, Mozart écrivait parfois son nom à l'envers : "Mozart Wolfgang" ou "Trazom".  Voir ci-dessus pour l'origine facétieuse possible du nom "Amadeus".